# Benjamin Harrison

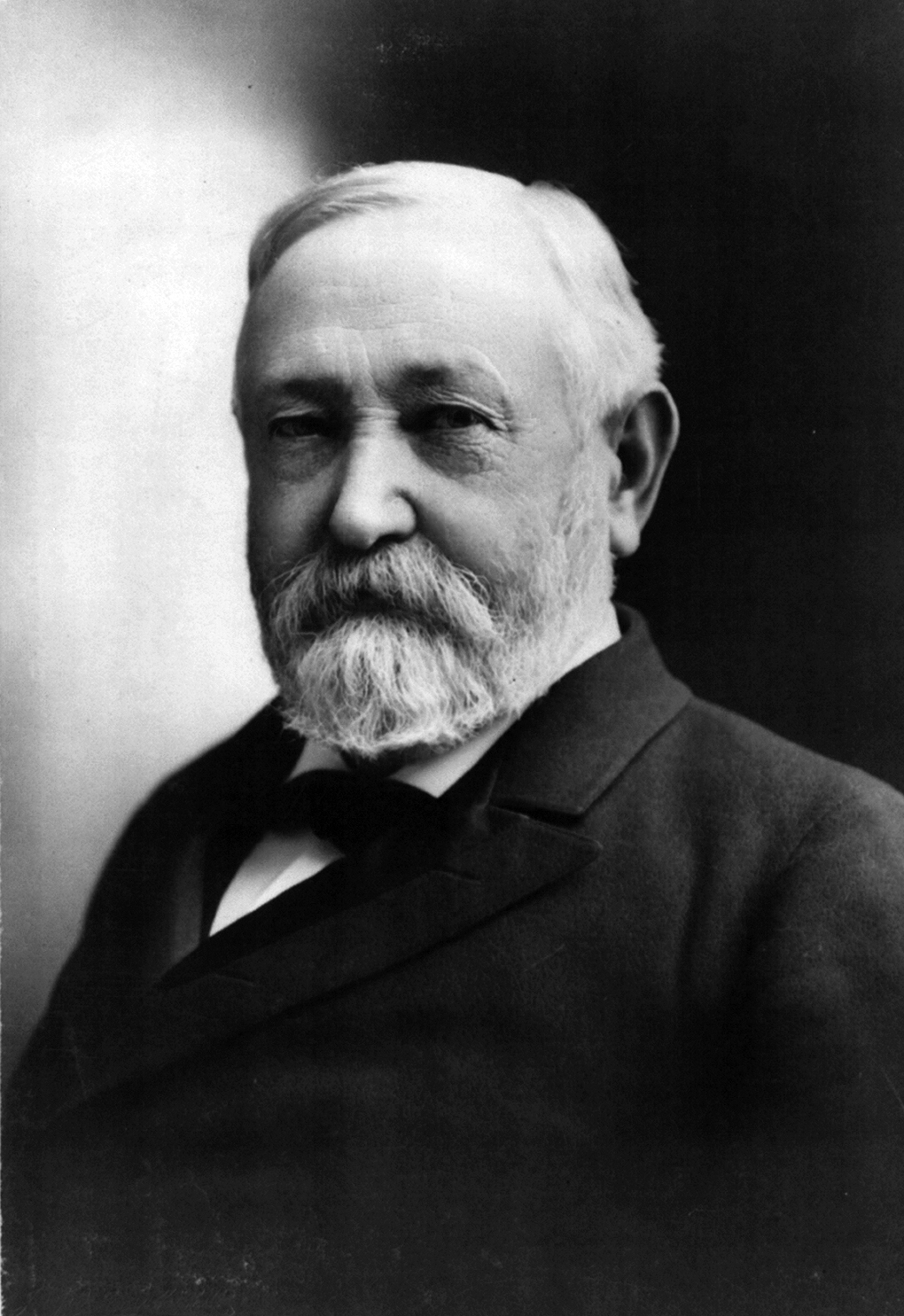
Benjamin Harrison

Benjamin Harrison fou president dels Estats Units entre 1888 i 1892. Va néixer a North Bend, Ohio, el 20 d'agost de 1833, i morí a Indianapolis el 13 de març de 1901.
Es llicencià en dret a la Universitat d'Indiana i treballà com advocat a la ciutat d'Indianapolis, on es formà amb una bona clientela, que abandonà en esclatar la guerra civil. El 1862 s'allistà com a voluntari de l'exèrcit de la Unió durant la guerra de la Secessió pujant de grau ràpidament fins a arribar el de coronel. En finir la guerra començà la seva carrera política. El 1876 els republicans el presentaren com a candidat a les eleccions a governador per l'Estat d'Indiana. En aquest primer intent fracassà, però quatre anys després aconseguí l'acte de senador.
L'any 1888 aconseguí la victòria sobre Grover Cleveland en les eleccions a la presidència dels Estats Units. L'administració Harrison vo va ser molt lluïda, però seguí amb els patrons marcats en l'expansionisme cap al Carib, Hawaii i Samoa… i en la política proteccionista que definiren la tasca de l'Aranzel McKinley.
En les eleccions presidencials dels Estats Units de 1892 Cleveland el derrotà per una ampla majoria. Poc després va ser nomenat professor de la Universitat de San Francisco.
Harrison va escriure un gran nombre d'Articles i, a més, les obres:
- This Country of Ours (1897),
- The Constitution and Administration of the Unitd States (1897);
- Views of an Expresident (1901).

Part dels seus discursos foren col·leccionats per Hedges amb el títol de Though the South and West with President Harrison (Nova York, 1892).